# Tisovský vrch
Der Tisovský vrch (deutsch Peindlberg) ist einer der höchsten Berge des Erzgebirges in der Tschechischen Republik.

## Lage und Umgebung
Der dicht bewaldete Peindlberg liegt nördlich von Tisová (Eibenberg) und südwestlich von Horní Blatná (Bergstadt Platten) am markanten Steilabfall des Erzgebirges hinunter in das Egertal.

## Geschichte

### Entstehung des Namens
Die Herleitung des Namens ist bislang nicht intensiver untersucht worden. Umgangssprachlich wird der Berg auch kurz als Peindl (tschechisch Pejndl) bezeichnet.

### Aussichtsturm
Der 26 Meter hohe Aussichtsturm mit 1,3 Meter starken Steinmauern und quadratischem Grundriss von 5 Metern Seitenlänge wurde 1895–97 vom Neudeker Erzgebirgszweigverein errichtet. Feierliche Einweihung war am 1. September 1897, die Baukosten beliefen sich auf 4000, nach anderen Angaben auf 6000 Gulden. Baumeister Schöberle ließ diesen Turm auf dem Scheitel eines zehn Meter hohen Granitfelsens errichten, Quader aus diesem Granit dienten auch zum Bau.
Wenn man auf der Aussichtsplattform steht, befindet man sich – berücksichtigt man die früher angegebene Höhenangabe des Berges von 974 Meter über der Adria – genau 1000 Meter über der Adria oder 1003 Meter über dem Meer.
Am 7. Juni 1908 wurde der links neben dem Turmeingang errichtete neue Anbau eröffnet, in dem Speisen und Getränke an die Besucher verkauft wurden. Diese Schutzhütte verfiel nach dem Zweiten Weltkrieg und wurde abgerissen. Auch der Turm selbst wurde stark in Mitleidenschaft gezogen und drohte einzustürzen. Nach 1989 wurde der Turm saniert, sodass er wieder ein belebtes Ausflugsziel geworden ist. Ferner wurde links des Turmeinganges  ein Holzverschlag errichtet, in dem Holz-Liegestühle zur Verfügung stehen. Der Turm ist frei zugänglich, 1995 wurde er zum Kulturdenkmal erklärt.

## Aussicht

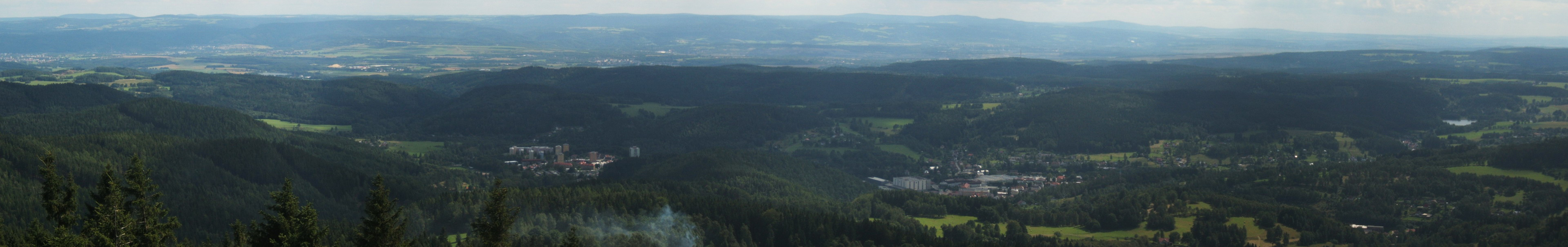
Ausblick vom Peindlberg nach Süden (im Vordergrund Nejdek)

Im Norden ist die Aussicht durch den Erzgebirgskamm gehemmt. Im Osten sieht man Fichtelberg, Keilberg und den durch seinen Turm besonders auffälligen Pleßberg, rechts davon den Wölfling (Vlčinec, 973 m). Im Süden liegt nahe unterhalb des Bergs Nejdek. In der ausgedehnten nordböhmischen Ebene fallen Karlsbad und Chodov auf, in der Ferne sieht man die Ausläufer des Böhmerwaldes. Im Westen reicht die Sicht bis Eger und zum Fichtelgebirge.

## Routen zum Gipfel
- Von Nejdek (Neudek) führt der Weg nach Tisová (Eibenberg) und von dort in ca. 7 km auf Straßen, Forst- und Wanderwegen zum Gipfel folgen.
- Von der Haltestelle Tisová am Gasthaus Kuckuck beträgt die Strecke etwa 3 km.